# ホセ・デバカ
ホセ・リカルド・デバカ・サンチェス（José Ricardo Devaca Sánchez, 1982年9月18日 - ）は、パラグアイ・カピアタ出身の同国代表サッカー選手。現在は無所属。ポジションはディフェンダー（センターバック）。

## 経歴
2001年のワールドユース選手権ではフランス代表戦で得点するなど活躍し、チームはベスト4にはいった。2004年、アテネオリンピックに出場して銀メダルを獲得した。同年、コパ・アメリカに出場した。
2013-14シーズンよりCAバンフィエルドに復帰することが発表された。

## タイトル
バンフィエルド
- プリメーラ・ディビシオン : 2009アペルトゥーラ
- プリメーラB・ナシオナル : 2013-14